# Amt Breckerfeld
Das Amt Breckerfeld war ein Amt im Ennepe-Ruhr-Kreis in Nordrhein-Westfalen. Im Rahmen der nordrhein-westfälischen Gebietsreform wurde das Amt zum 1. Januar 1970 aufgelöst.

## Geschichte

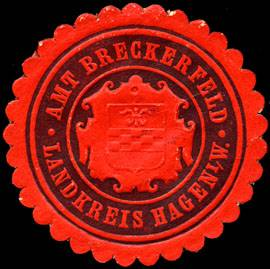
Siegelmarke Amt Breckerfeld

Im Rahmen der Einführung der Landgemeindeordnung für die Provinz Westfalen wurde 1844 im damaligen Kreis Hagen aus der Bürgermeisterei Breckerfeld das Amt Breckerfeld gebildet. Die Bürgermeisterei Breckerfeld war in der Franzosenzeit im Kanton Hagen des Großherzogtums Berg eingerichtet worden. Dem Amt gehörten zunächst die Stadt Breckerfeld sowie die Landgemeinden Breckerfeld und Dahl an.
Die Gemeinde Waldbauer wechselte 1891 aus dem Amt Enneperstraße in das Amt Breckerfeld. Die Landgemeinde Breckerfeld wurde 1899 in die Stadt Breckerfeld eingegliedert.
Zum 1. August 1929 wurde der Landkreis Hagen aufgelöst und das Amt Breckerfeld kam zum neu gegründeten Ennepe-Ruhr-Kreis.
Das Amt Breckerfeld wurde zum 1. Januar 1970 durch das Gesetz zur Neugliederung des Ennepe-Ruhr-Kreises aufgelöst. Die Stadt Breckerfeld, die den Ortsteil Im Dahl an die Gemeinde Schalksmühle abgab sowie die Gemeinde Dahl, die einige Flurstücke an die Stadt Hagen abgab, wurden zu einer neuen Stadt Breckerfeld zusammengeschlossen. Waldbauer wurde durch das Gesetz fast vollständig nach Hagen eingemeindet, nach einem Urteil des Verfassungsgerichtshofes in Münster wurde die Gemeinde am 18. Dezember 1970 aber wieder selbständig. Waldbauer wurde schließlich am 1. Januar 1975 durch das Sauerland/Paderborn-Gesetz zum größten Teil in die Stadt Breckerfeld eingegliedert; nur einige Flurstücke kamen zu Hagen. Die ehemalige Gemeinde Dahl wurde durch das Sauerland/Paderborn-Gesetz aus Breckerfeld nach Hagen umgemeindet.

## Einwohnerentwicklung
| Jahr | Einwohner | Quelle |
| ---- | --------- | ------ |
| 1839 | 4.828     | [ 5 ]  |
| 1859 | 5.438     | [ 6 ]  |
| 1871 | 5.517     | [ 7 ]  |
| 1885 | 5.475     | [ 8 ]  |
|      |           |        |
| 1910 | 7.464     | [ 9 ]  |
| 1933 | 8.306     | [ 10 ] |
| 1939 | 8.651     | [ 10 ] |
| 1950 | 11.573    | [ 11 ] |
| 1961 | 11.533    | [ 12 ] |

Das Amt wurde 1891 vergrößert.